# Emil Krukowicz-Przedrzymirski

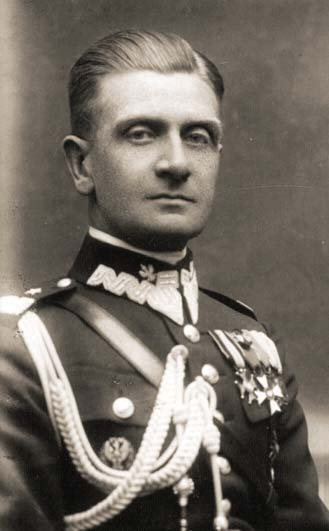
General Krukowicz-Przedrzymirski

Emil Krukowicz-Przedrzymirski (* 25. Januar 1886 in Nemyriw, heute Ukraine; † 29. Mai 1957 in Toronto, Kanada) war ein polnischer Divisionsgeneral im Zweiten Weltkrieg. 1939 war er Oberbefehlshaber der Armee „Modlin“.

## Leben
Er wurde 1886 als Sohn von Karol Jakub, einem Apotheker in Niemirów, und der aus Tschechien stammenden Wanda Maria Smirzitz, geboren.
Er absolvierte die untere Realschule in Košice und dann die Militärschule in Mährisch-Weisskirchen. Anschließend studierte er an der  Technischen 
Militärakademie in Mödling, wurde 1906 zum Leutnant ernannt und absolvierte vom 1. Oktober 1907 bis 30. April 1908 den Kurs an der k.u.k. Kavallerieschule. Am 18. August 1908 wurde er dem 32. Feldartillerie-Regiment in Lemberg zugeteilt und 1911 zum Oberleutnant befördert. Während des Ersten Weltkrieges befahl er eine Batterie im Artillerie-Regiment seiner Vaterstadt. Am 26. August 1914 wurde er bei den Kämpfen in der Nähe von Busk bei Lemberg am Bein verwundet und längere Zeit nicht mehr felddienstfähig. In den Jahren 1915–1916 war er Dozent und anschließend Kommandeur einer Schulungskompanie an der Artillerie-Kadettenschule in Traiskirchen. Am 10. November 1918 meldete er sich freiwillig zur polnischen Armee. Zunächst diente er als Militärdelegierter in der Sondermission in Jugoslawien und Ungarn. Vom 1. April bis 20. Mai 1919 kommandierte er eine Abteilung im 6. Feldartillerie-Regiment, und vom 20. Mai 1919 bis 30. April 1920 war er Leiter der Artillerie-Sektion im Oberkommando der 1. Division. Während des Polnisch-Sowjetischen Krieges übernahm er als Major im April 1920 das Kommando des 16. Feldartillerie-Regiments, das sich in Grudziądz formierte. Von Juli bis August 1920 war er auch Befehlshaber des südlichen Abschnitts der Verteidigung von Grudziądz.
Nach dem Ende des polnisch-sowjetischen Krieges absolvierte er in Toruń einen Informationskurs für Kommandeure und wurde anschließend wieder Kommandeur des 16. Feldartillerie-Regiments, diese Position hatte er bis Oktober 1922 inne. 1921 wurde er zum Oberstleutnant und ein Jahr später zum Oberst befördert. Im Oktober 1923 absolvierte er ein einjähriges Kurzstudium an der Kriegsakademie in Warschau.
In den folgenden Jahren diente er als Stabschef beim DOK V in Krakau (Oktober 1923 – Juli 1924), wurde Erster Offizier des Stabes der IV. Heeresinspektion (Juli 1924 – September 1926), Leiter der Sonderabteilung (September 1926 – April 1927) und anschließend Leiter der Artillerieabteilung im Kriegsministerium (April 1927 – Dezember 1929). Von Dezember 1929 bis Oktober 1931 war er Kommandeur der 7. Infanterie-Division in Tschenstochau. Dann befehligte er bis 1937 die 30. Infanterie-Division in Kobryn und wurde dann wieder Leiter der Artillerie-Abteilung im Kriegsministeriums, diese Position hatte er bis März 1939 inne. 1932 wurde er zum Brigadegeneral befördert.
Während des deutschen Überfalls auf Polen 1939 war er Kommandeur der „Armia Modlin“ (bis zum 10. September) und dann der sogenannten „Armia Przedrzymirski“, die er in der Schlacht von Tomaszów Lubelski (21.–26. September) kommandierte. Er entschloss sich mit seinen Truppen in Tereszpol und bei Biłgoraj zu kapitulieren. Von Oktober 1939 bis April 1945 wurde er im deutschen Gefangenenlager VII A in Murnau festgehalten. Nach der Befreiung durch die US-Armee ging er nach Paris und später nach Nizza. 1945 erhielt er auf Entschluss der polnischen Exilkommission den Rang eines Divisionsgeneral zuerkannt. In den Jahren 1947–1949 blieb er in England. Dann ging er mit seiner Familie nach Kanada. Zunächst lebte er in Montreal und später in Toronto, wo er eine Import-Export-Firma gründete. Er gründete einen Kriegshilfefonds und starb am 29. Mai 1957 in Toronto.